# 三枝奈都紀
三枝 奈都紀（みえだ なつき、1978年8月13日 - ）は、日本の女優。長野県出身。SOS MODEL AGENCY所属。

## 人物
趣味・特技はウォーキング・日本画。

## 出演

### 映画
- 犬とあなたの物語 いぬのえいが
- ガール
- シャッター
- 20世紀少年
- 28 1/2 妄想の巨人
- ミロクローゼ
- わが母の記
- 天然★生活
- 四人姉妹

### テレビドラマ
- 妖しき文豪怪談「片腕」（片腕の声）
- 初秋（上野）
- 名探偵コナン 工藤新一の復活! 〜黒の組織との対決〜（2007年12月17日、日本テレビ） - 寿かれん 役

### CM
- セコム「ヒーローの憂鬱/拠点数No.1篇, 契約件数No.1篇」
- トクホン「ハリコレ」
- パルシステム
- マウスコンピューター
- 大塚製薬ポカリスエット イオンウォーター「うるおいON」篇
- パナソニックラムダッシュ「体験」篇
- 東京ガスバリューリース「例えるなら」篇
- コンタック「コンコン秘書」篇
- JR東海

### PV出演
- 小柳ゆき『We can go anywhere』

### 舞台
- EREKI-TAI
- 0号
- SO WHAT 2〜アナタの中の堕落〜
- Death of a Samurai
- ミュージカル 『美少女戦士セーラームーン』（2003年7月 - 2004年1月、サンシャイン劇場 他）  - ヒデナイト / 夜野英男 役
- マイト
- モルヒネと海-La mer et la morphine-
- ライカンスロープ
- リカ（リカ）
- ローヤの休日
- ダイヤのA シリーズ - 大和田秋子 役
  - ダイヤのA The LIVE II（2016年3月17日 - 4月3日、天王洲銀河劇場 他）
  - ダイヤのA The LIVE III（2016年8月24日 - 9月4日、Zeppブルーシアター六本木）
  - ダイヤのA The LIVE IV（2017年4月6日 - 23日、シアター1010 他）
- 人狼TLPT『人狼TLPT × ドラゴンクエストX 勇者姫と薔薇の盟友』（3月7日 - 11日、THEATRE1010） - オープニングアクト
- 舞台劇「からくりサーカス」（2019年1月10日 - 20日、新宿FACE）- あるるかん 役
  - 舞台劇「からくりサーカス」～デウス・エクス・マキナ（機械仕掛けの神）編～（2019年10月10日 - 19日、新宿FACE）
- ミュージカル「FINAL FANTASY BRAVE EXVIUS」THE MUSICAL（2020年3月※新型コロナウィルス流行の影響で一般公演中止、代わりに無観客公演配信） - 光輝のヴェリアス 役
- アサルトリリィ×私立ルドビコ女学院「白きレジスタンス～約束の行方～」（2022年6月30日 - 7月6日、スペース・ゼロ） - 取手・スザンヌ・麗香 役
  - アサルトリリィ×私立ルドビコ女学院「白きレジスタンス～真実の刃～」（2023年8月19日 - 23日、大手町三井ホール）
- 舞台「リコリス・リコイル」（2023年1月7日 - 15日、天王洲 銀河劇場） - 楠木 役[2]
  - 舞台「リコリス・リコイル」Life won't wait.（2024年6月7日 - 16日、シアターGロッソ）[3]
- 『チェンソーマン』ザ・ステージ（2023年9月16日 - 10月1日、天王洲 銀河劇場 / 10月6日 - 9日、京都劇場）- アンサンブルとして出演
- 学芸員 鎌目志万とダ・ヴィンチ・ノート（2025年1月29日 - 2月2日、サンシャイン劇場 / 2月7日 - 9日、COOL JAPAN PARK OSAKA TTホール）[4]
- Casual Meets Shakespeare「ヴェニスの商人 CS」（2025年11月1日 - 9日〈予定〉、IMAホール）[5]